# Savigliano
Savigliano (Savian o Savijan in piemontese) è un comune italiano di 21 770 abitanti della provincia di Cuneo in Piemonte.

## Geografia fisica

### Territorio
Savigliano si trova a 50 km a sud di Torino ed a 35 km a nord di Cuneo. L'abitato è compreso tra i torrenti Maira ad ovest e Mellea ad est.

### Clima
Savigliano è posta nell'area climatica temperata sub-continentale, con temperature medie, nel mese più freddo, di -2° di minima e 5° di massima; nel mese più caldo di 17° di minima e 27° di massima.
Le precipitazioni sono distribuite durante tutto l'anno, con picchi in primavera e autunno. La media delle precipitazioni, negli ultimi 30 anni, è stata di 948 mm.
L'estate è caratterizzata da alternanza tra periodi di caldo afoso e temporali rinfrescanti.
Gli inverni possono essere avari di precipitazioni, se le correnti si dispongono in maniera da porre il NW sotto l'ombra pluviometrica alpina.
In passato erano molto più frequenti e persistenti nebbie e nevicate.

## Storia
Le testimonianze artistiche del suo centro storico e del suo territorio sono conseguenza di un passato ricco di storia: dapprima abitato da popolazioni celto-liguri, fu poi sottomesso dagli antichi romani, la cui dominazione ha lasciato, oltre a reperti archeologici ed epigrafi, traccia nel toponimo Salvianum da cui è derivato il nome Savigliano.
Citata come "villa saviliani" in un placet imperiale del 981, fu poi libero comune; adottò nello stemma civico la croce rossa in campo argento e il motto "Fidelis Deo et hominibus".
Per la sua posizione geografica era particolarmente esposta alle contese con il Marchesato di Saluzzo.
Seguì, dal 1349, le alterne vicende di Casa Savoia, con lunghi periodi di dominazione francese.
Importante piazzaforte militare, conobbe, sul finire del XVI secolo e durante il secolo successivo, un periodo di vera supremazia territoriale, cui corrispose la fioritura delle arti, documentata, in particolare, dalla pittura di scuola saviglianese, che si impose in tutta la provincia.
La nobiltà locale, assurta a funzioni autorevoli a corte, ristrutturò palazzi in città e ville nel contado, in forme tardo-manieriste o barocche, mentre conventi e monasteri facevano a gara per ammodernare chiese e clausure.
Nei secoli XVI e XVII fu capoluogo di provincia.
Con l'abbattimento della cinta fortificata — avvenuto a inizio Settecento — Savigliano perse la funzione di piazzaforte militare e anche la posizione di prestigio che aveva occupato, tra i centri piemontesi.
Con l'occupazione francese, iniziata nel 1798, fece parte del Dipartimento dello Stura e fu sede di una sottoprefettura, rango che mantenne sino al 1814.
A metà Ottocento, sotto il dominio dei Trossarello (chiamati anche Trossarelli, in alcune occasioni), la città ritrovò un proprio ruolo come sede di manifatture tessili e meccaniche importanti, cui l'arrivo della ferrovia (1853) offrì nuove possibilità di traffico e di collegamenti.
Dopo la seconda guerra mondiale, l'amministrazione della città fu della Democrazia Cristiana, fino alla scomparsa di questo partito.

### Simboli
L'antico stemma comunale è stato riconosciuto con decreto del capo del governo del 1º aprile 1937.
Il gonfalone è un drappo di azzurro.

## Monumenti e luoghi d'interesse

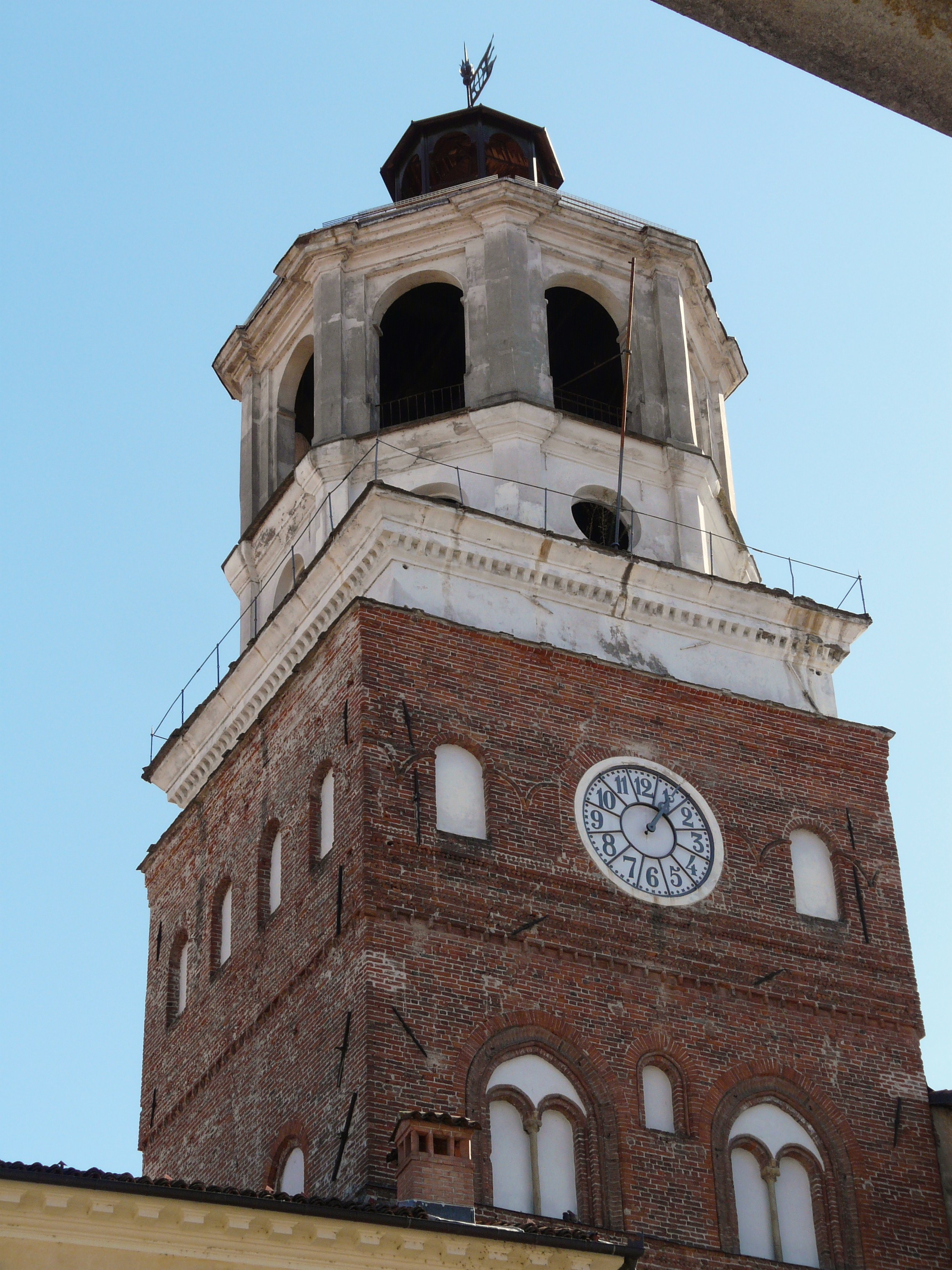
La torre civica

### Architetture religiose
- San Giovanni Battista (parrocchiale)
- Santa Maria della Pieve (parrocchiale)[7][8]
- Chiesa di Sant'Andrea Apostolo (parrocchiale), conserva l'ancona del 1727 col Martirio di san Sebastiano di Giovan Francesco Gaggini da Bissone; nella cappella della Compagnia di San Giuseppe o degli Agonizzanti, il Transito di san Giuseppe, opera di Giovanni Antonio Mari
- Chiesa di San Pietro (parrocchiale)
- Chiesa di San Salvatore (parrocchiale)
- San Filippo
- Santuario dell'Apparizione, conserva la pala d'altare raffigurante San Grato, opera del 1662 di Giovanni Battista Carlone
- Chiesetta medievale di San Giuliano
- Santuario della Sanità
- Santuario dell'Assunta (Savigliano), conserva otto oli su tela di Giovan Francesco Gaggini
- Chiesetta della Madonnina della neve
- Chiesa di Santa Chiara: gli affreschi della volta sono di Giovan Francesco Gaggini
- Chiesetta della Madonna della Consolata, "prima chiesa, al di fuori di Torino, intitolata alla Madonna della Consolata"
- Chiesa dell'Arciconfraternita del Cristo risorto o della Pietà (1708-1722), in stile barocco piemontese, completamente affrescata con statue lignee del 1700, tra cui il Cristo risorto di Carlo Giuseppe Plura.

### Torre civica
Con una precedente, probabilmente del Duecento, la torre presente, di mattoni, risale a dopo il 1303. Nel 1447 rivenne nella proprietà della città, che aggiunse la parte superiore.

### Palazzi
Fra i "Castelli Aperti" del Basso Piemonte:
- Palazzo Muratori-Cravetta
- Palazzo Taffini d'Acceglio[10], sede della Cassa di Risparmio di Savigliano
- Palazzo Miretti
- Palazzo del Maresco

### Teatro

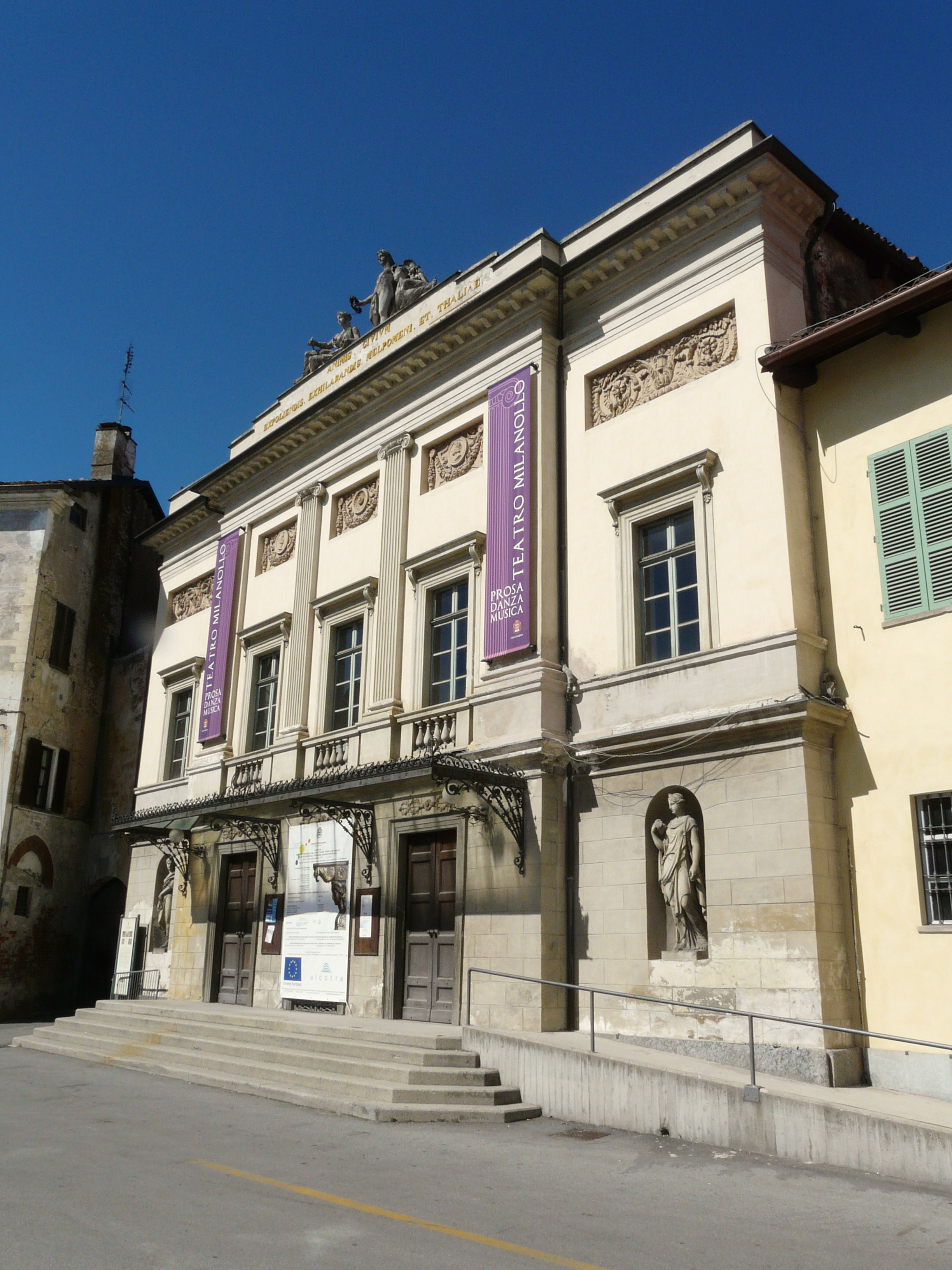
Savigliano-Teatro Milanollo

Il Teatro Civico Milanollo, inaugurato nel 1836 con l'opera L'esule di Roma di Gaetano Donizetti, è il principale della città.
L'area su cui sorge il Teatro Milanollo fu sede dell'antico ospedale o lazzaretto, dal 1579 al 1709. In seguito allo spostamento dell'ospedale, nella nuova sede, lo spazio lasciato libero fu occupato da un precario salone teatrale in muratura e legno poi riprogettato nel 1745.
Nel 1834 una società di cittadini incaricò Maurizio Eula (1806-1883) di redigere un progetto per la costruzione di un nuovo teatro, la cui apertura fu autorizzata nel luglio del medesimo anno dal re Carlo Alberto.
Il progetto dell'Eula fu realizzato negli anni 1834-1836 dall'impresario luganese Poncini. La struttura architettonica del teatro è legata ai canoni compositivi del neoclassicismo. La facciata è sobria : è composta da un avancorpo, da due ali laterali e conclusa da un cornicione con sovrastante attico. Nelle nicchie, ai lati, sono ospitate le statue della Commedia e della Tragedia, mentre il genio della Gloria, che incorona Musica e Poesia, sovrasta il fronte.
All'interno il sipario s'apre su due ordini di palchi, oltre galleria e loggione. Particolarmente scenografica la sala del ridotto, con la loggetta dei musici.

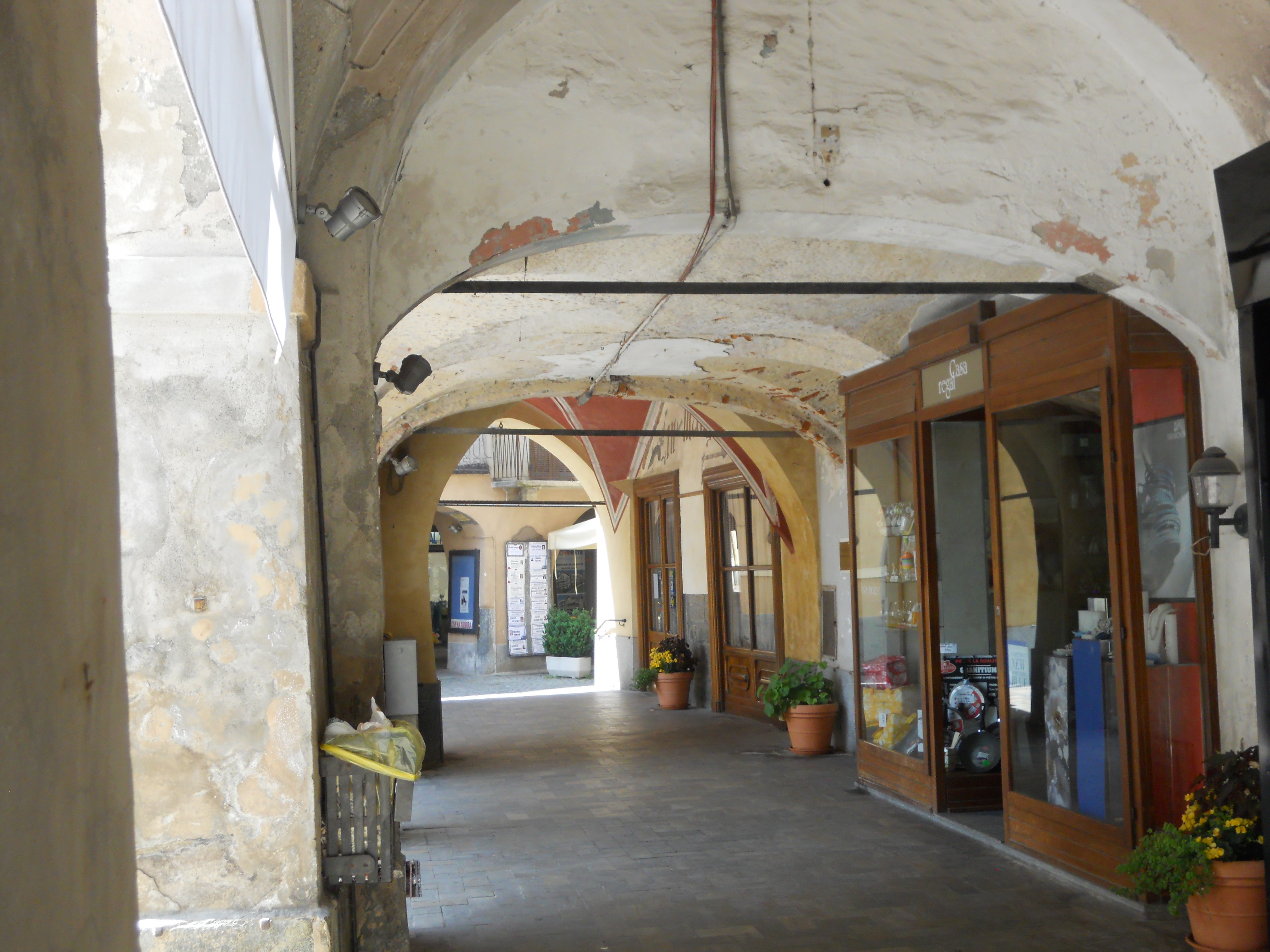
Portici in piazza Santorre di Santarosa

Le pitture videro impegnati, tra gli altri, artisti di fama, attivi nell'orbita del grande Pelagio Palagi, quali Pietro Ayres ed Angelo Moia. Il primo realizzò sia il rosone che il sipario, rappresentante Apollo e le nove Muse ispiratrici sul monte Parnaso (1835). Elaborati gli ornamenti, argentati e verniciati a mecca.
È proprietà del comune dal 1864 ed è dedicato alle violiniste saviglianesi Teresa e Maria Milanollo.
Nei decenni successivi il teatro fu oggetto di ricorrenti lavori di ristrutturazione diretti dagli ingegneri comunali Clodoveo Cordoni e Guido Jaffe.
Nella seconda metà del Novecento l'edificio fu dichiarato inagibile e chiuso due volte, dal 1952 al 1972 e dal 1984 al 1989.
Recentemente sono stati portati a termine nuovi lavori di restauro della facciata, del ridotto e della sala spettacoli, e il teatro, nuovamente restituito alla sua bellezza originaria, ha riaperto i battenti il 28 novembre 2011.

### Altro
- Piazza Santorre di Santarosa: la piazza e relativi edifici sono di epoca medievale ed è la più antica e storica della città, con la presenza di portici coperti su quattro lati e di molti esercizi commerciali
- Piazza Giovanni Schiaparelli: nel centro cittadino, la piazza è dedicata all'illustre astronomo che ebbe i natali a Savigliano; ai bordi vi è un suo vistoso monumento in pietra chiara e in bronzo, opera dello scultore Annibale Galateri.
- Parco Nenni: nei pressi dell'ospedale civile, ospita un monumentale esemplare di platano.

## Società

### Evoluzione demografica

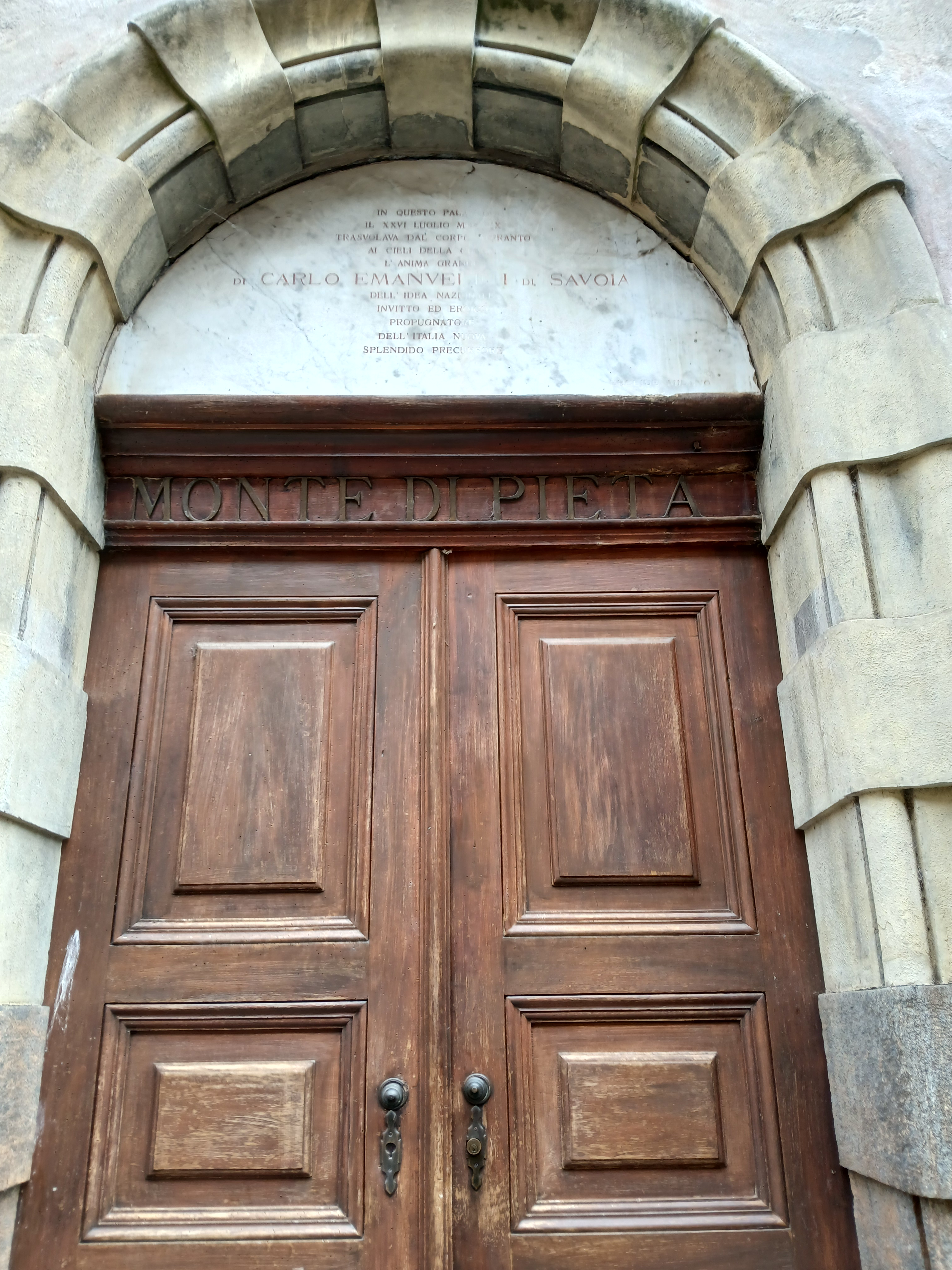
Portone del monte di pietà

Abitanti censiti

### Etnie e minoranze straniere
Secondo i dati Istat al 31 dicembre 2019, i cittadini stranieri residenti a Savigliano sono 2 218, così suddivisi per nazionalità, elencando per le presenze più significative:
1. Albania 803 (36,2%)
2. Marocco 409 (18,4%)
3. Romania 357 (16,1%)
4. India 135 (6,1%)
5. Cina 71 (3,2%)
6. Nigeria 47 (2,1%)
7. Moldavia 28 (1,3%)
8. Senegal 26 (1,2%)

### La comunità ebraica di Savigliano

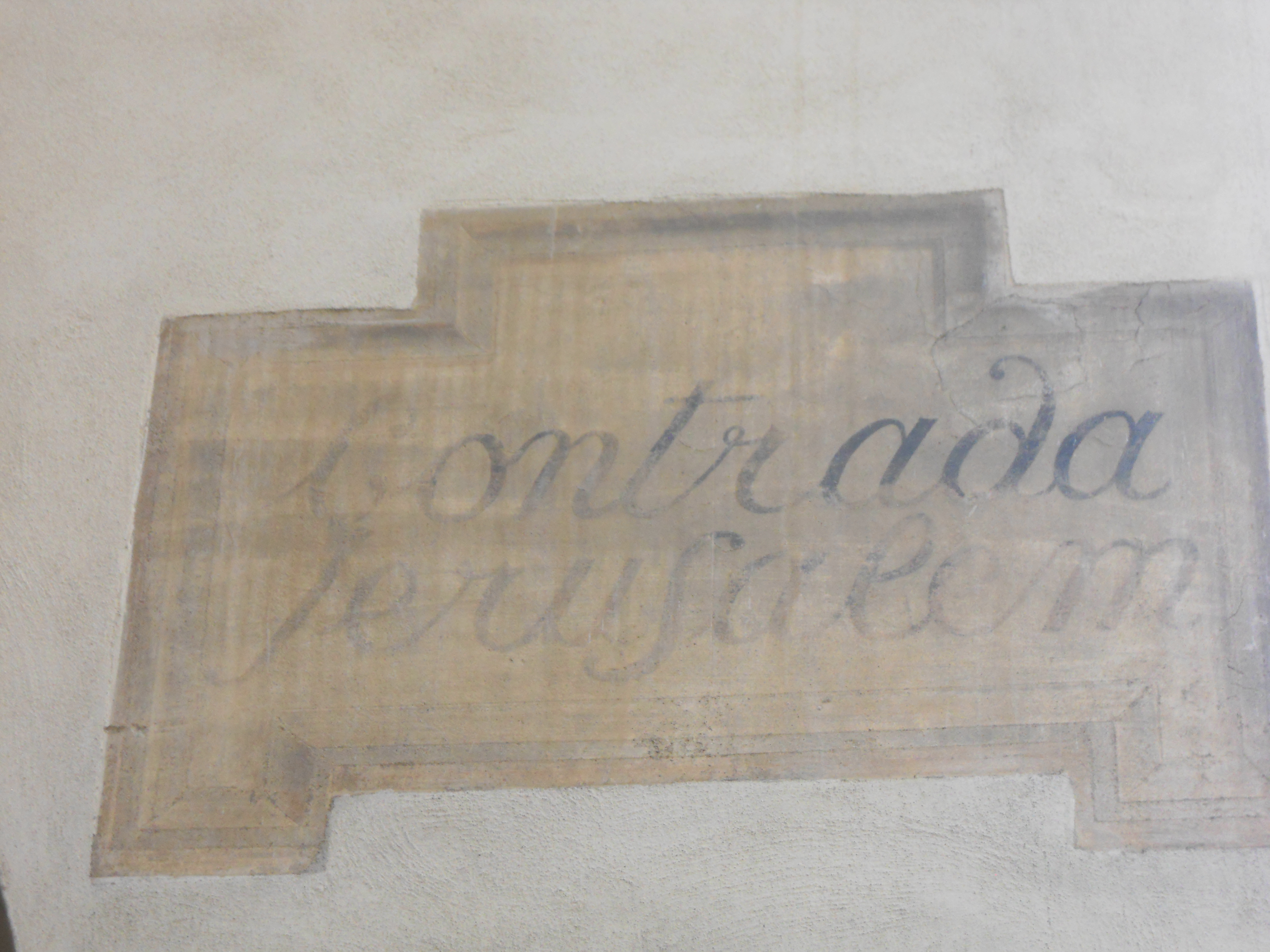
Una vecchia targa viaria che ricorda i confini del Ghetto

Savigliano fu sede, dal 1400 fino agli anni precedenti la Seconda guerra mondiale, di una piccola ma fiorente comunità ebraica.
A testimonianza della sua storia rimangono alcuni edifici del vecchio ghetto (incluso quello della sinagoga), alcune denominazioni di vie e poche tombe nella sezione ebraica del cimitero comunale.

### Ospedale Santissima Annunziata
Struttura ospedaliera "cardine" di riferimento per tutta la ASL CN 1 (Ceva, Cuneo, Fossano, Mondovi, Saluzzo) di media specializzazione, con i reparti e servizi di Rianimazione, Medicina e Chirurgia d'urgenza, Ortopedia e Traumatologia, Ginecologia e Ostetricia, Pediatria, Cardiologia, UTIC-Emodinamica, Neurologia, Otorinolaringoiatria, Oculistica, Urologia, Dialisi, Psichiatria, nonché centro DEA di 2º livello per l'area nord della provincia di Cuneo.

## Cultura

### Corsi universitari

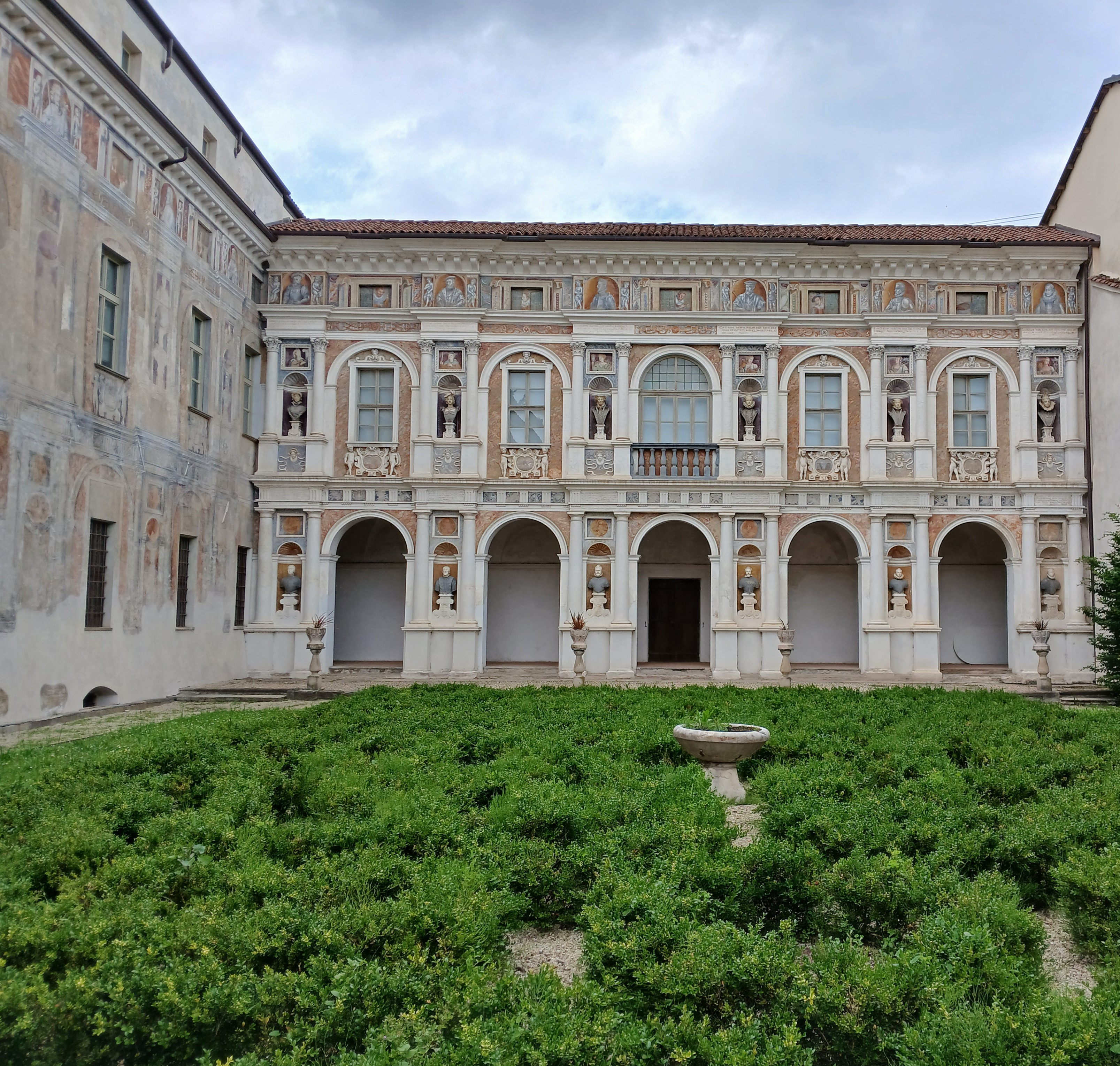
Cortile interno di palazzo Cravetta

È sede di alcuni corsi universitari sotto l'Università degli Studi di Torino:
- Laurea in Tecniche erboristiche - Facoltà di Farmacia
- Laurea in Scienze dell'Educazione Curriculum Educatore professionale socio-culturale - Facoltà di Scienze della Formazione
- Laurea in Scienze della Formazione Primaria - Facoltà di Scienze della Formazione
- Laurea interfacoltà in Educazione professionale socio-sanitaria

### Musei
- Museo Ferroviario Piemontese
- Museo Civico Antonino Olmo
- Gipsoteca Davide Calandra
- Museo Ex Voto presso Santuario della Sanità
- Centro della Memoria (in Borgo Pieve, ex Convento di S. Agostino)
- Múses - Accademia Europea delle Essenze

### Musica
La realtà musicale saviglianese è molto vivace. Oltre a gruppi musicali amatoriali, la città può vantare la presenza della banda cittadina e di sette cori.
- Coro Milanollo
- Coro Polifonico Città di Savigliano
- Coro Polifonico G.B. Fergusio
- Coro degli Alpini di Savigliano
- Coro della Messa delle Dieci e Trenta
- Coro giovani Parrocchia S.Andrea
- Banda Musicale Città di Savigliano
- Coro "Sangiu" della Parrocchia San Giovanni Battista

### Eventi
Fiera della meccanizzazione agricola; si svolge nel periodo primaverile e richiama esperti del settore da tutto il nord ovest dell'Italia.
Dal 1986 il coro Milanollo, in collaborazione con l'amministrazione comunale e altri enti locali, organizza, ogni anno, in giugno, la Rassegna Internazionale di Canto Corale; ha ospitato formazioni corali d'Italia ed Europa, sconfinando anche con serate musicali nei comuni di Saluzzo, Cuneo, Bra, Alba, Fossano e Cervere.
Nel 2012 Savigliano è stata scelta per rappresentare l'Italia nella kermesse che assegna il titolo di città “fiorita” d'Europa.
Savigliano è stata, assieme a Sordevolo (Biella), rappresentante dei colori nazionali.

## Economia

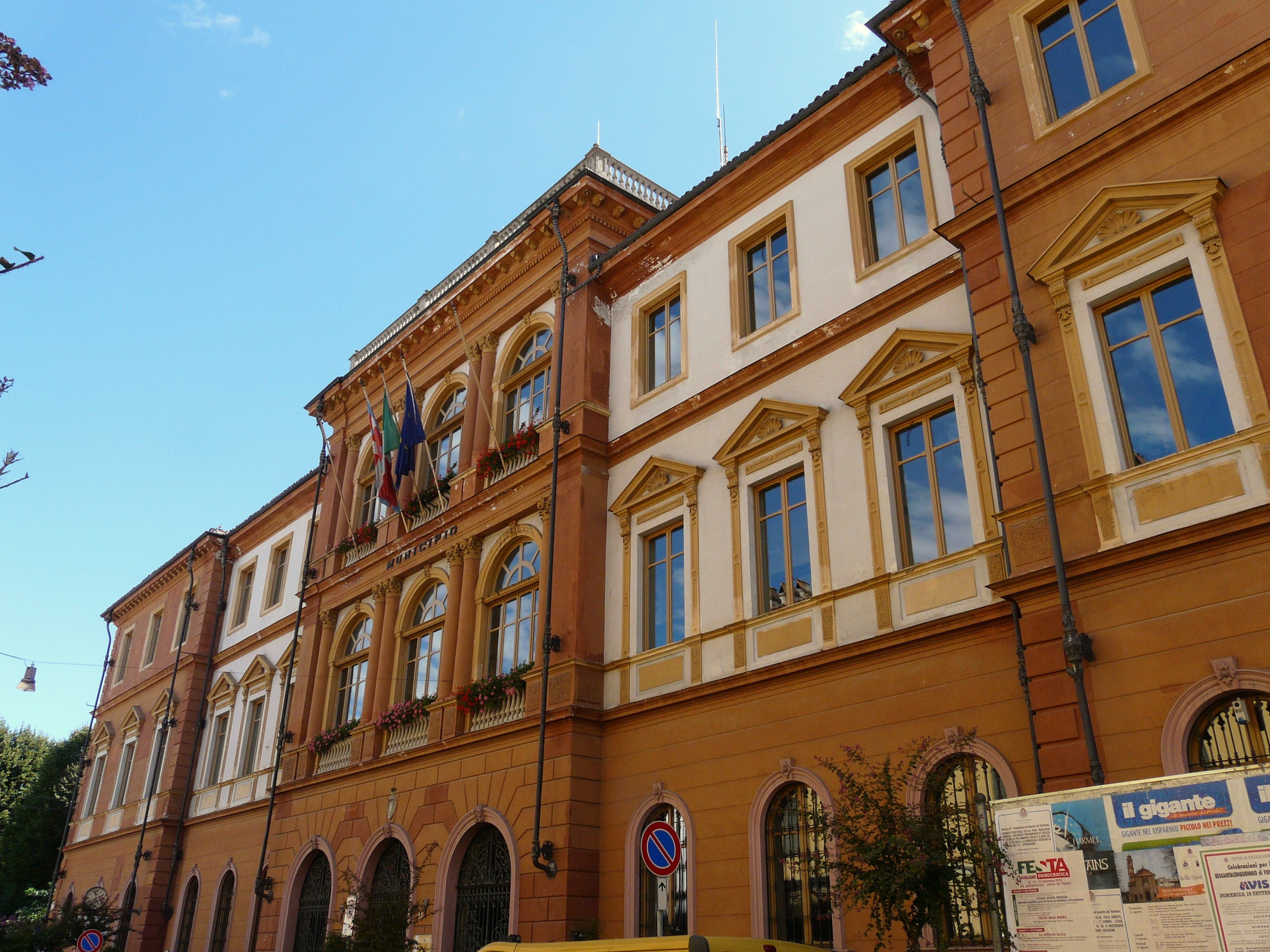
Il municipio

In passato, sul finire dell'800 e per tutto il '900, l'economia saviglianese è stata, con alterne vicende, molto diversificata.
La città fu sede della prima industria piemontese che assunse un carattere nazionale: le SNOS, Società Nazionale Officine di Savigliano; inoltre vi furono industrie legate alle carrozzerie automobilistiche.
Nel 1961 aprì uno stabilimento per la produzione di laminati plastici; esisteva un birrificio ed erano presenti industrie tessili.
Vi era la direzione Enel, succeduta alla Piemonte Centrali Elettriche.
Era attivo l'artigianato, in molteplici forme.
Vi erano 3 ospedali: Militare, Civile e Geriatrico.
Attualmente, dopo chiusure e ridimensionamenti, avvenuti a partire dagli anni '60, è sede di uno dei maggiori stabilimenti italiani per la costruzione di veicoli ferroviari (Alstom); sempre nel settore industriale vi è uno stabilimento per la fabbricazione di vetri di sicurezza (Sekurit Saint-Gobain).
A causa della crisi industriale e occupazionale degli ultimi anni, hanno ripreso importanza, nell'economia cittadina, l'agricoltura (cerealicola, frutticola) e l'allevamento.
I servizi occupano circa 1/3 della popolazione attiva.

## Amministrazione
| Periodo | Periodo   | Primo cittadino   | Partito         | Carica      | Note |
| ------- | --------- | ----------------- | --------------- | ----------- | ---- |
| 1985    | 1993      | Remigio Galletto  | DC              | Sindaco     |      |
| 1993    | 1995      | Alfredo Domenici  | PRI             | Sindaco     |      |
| 1995    | 2004      | Sergio Soave      | Centro-sinistra | Sindaco     |      |
| 2004    | 2009      | Aldo Comina       | Centro-sinistra | Sindaco     |      |
| 2009    | 2014      | Sergio Soave      | Centro-sinistra | Sindaco     |      |
| 2014    | 2017      | Claudio Cussa     | Centro-sinistra | Sindaco     |      |
| 2017    | 2017      | Lorella Masoero   |                 | Comm. pref. |      |
| 2017    | 2022      | Giulio Ambroggio  | Centro-sinistra | Sindaco     |      |
| 2022    | in carica | Antonello Portera | Progetto civico | Sindaco     |      |

### Gemellaggi
- Pylos, dal 1962
- Mormanno, dal 1989
- Villa María, dal 2000

## Infrastrutture e trasporti
- La stazione di Savigliano è servita dai collegamenti regionali della Linea 7 del Servizio ferroviario metropolitano di Torino, operati da Trenitalia, nell'ambito del contratto di servizio stipulato con la Regione Piemonte.
- La ferrovia Torino-Savona-Ventimiglia.
- La ferrovia Savigliano-Saluzzo-Cuneo. è attiva ed è operata da Arenaways
- In un'area adiacente alla stessa stazione sorge la sede del Museo ferroviario piemontese.
- Il tratto della S.P. 662 (Roreto - Saluzzo) che va da Savigliano a Saluzzo, di 16,2 km, completamente pianeggiante, contiene un rettilineo che, con i suoi 13,8 km, è uno dei più lunghi d'Italia su strada extraurbana, non considerando quelli autostradali.
- Nel territorio comunale, nella frazione di Levaldigi, si trova l'Aeroporto internazionale di Cuneo.

## Sport
Nel 2012, su iniziativa del Comune, Savigliano ricevette il titolo di EUROPEAN TOWNS OF SPORT 2012 (Comune Europeo per lo Sport 2012), Il titolo fu assegnato da ACES EUROPE - European Capital and Cities of Sport Federation.

### Calcio
La principale squadra di calcio della città è l'U.S.D. Saviglianese 1919 Calcio che milita nel girone G di Promozione.
Fu fondata nel 1919.

### Pallacanestro
La società Amatori Basket Savigliano nasce nel '78; milita nella Divisione C Interregionale e svolge attività di scuola mini basket, promozione, arruolamento nelle scuole primarie; possiede un settore giovanile nel quale militano 9 squadre con circa 130 ragazzi.
Possiede, inoltre, la società satellite 'Savigliano Basket A.S.D., militante nel campionato regionale serie D, con ragazzi provenienti dal proprio vivaio.
L'impianto di gioco è il Palaferrua.

### Pallavolo
Il Volley Savigliano A.S.D. giocherà nella stagione 2021/22 nel campionato di serie A3 maschile.
La VBC Savigliano A.S.D. è presente nel campionato di serie B2 nazionale femminile mentre il Savinvolley partecipa ai campionati provinciali e promozionali.